# Potočani (Velika)
Potočani is een plaats in de gemeente Velika in de Kroatische provincie Požega-Slavonië. De plaats telt 188 inwoners (2001).